# ザ・ラスマス
ザ・ラスムス (The Rasmus) は、フィンランドのロックバンド。

## 概略
1994年結成。1995年ファースト・シングル 1st を発売。1996年にメジャーレーベルWarner Music Finlandと契約してファースト・アルバム『Peep』を発表。デビューアルバムはゴールドディスクとなった。
その後、初期のポップ・ロックから次第に哀愁を帯びたゴシック・ロックへと転身し、ヨーロッパで人気を得るようになったのは4枚目のアルバム『Into』(2001年) の頃から。さらに5枚目のアルバム『デッド・レターズ』 Dead Letters (2003年)で現在の作風を確立し、アメリカで2004年にレコードデビュー、同様に日本でも2005年にレコードデビューとなった。
2011年にボーカルのラウリ・ヨーネンが自身初のソロ・アルバム『New World』をリリース。
2017年、約5年間の活動休止期間を経てシングル「PARADISE」をリリース。バンド活動を再開した。同年11月29日には東京・TSUTAYA O-WEST、12月1日には大阪・心斎橋THE LIVE HOUSE somaにて11年ぶりとなる来日単独公演を行った。
2022年1月、創設メンバーであるパウリ・ランタサルミ（ギター）の脱退、後任としてガールズバンド『TIKTAK』等に在籍していたエミリア・”エンプ”・スホネンの加入を発表。同年5月にイタリアのトリノで開催されるユーロビジョン・ソング・コンテスト2022にはフィンランド代表として出場し、決勝に進出した。

## メンバー

### 現メンバー
- ラウリ・ヨーネン Lauri Johannes Ylönen - ボーカル
- エミリア・”エンプ”・スホネン Emilia "Emppu" Suhonen - ギター
- エーロ・ハイノネン Eero Heinonen - ベース
- アキ・ハカラ Aki Markus Hakala - ドラム

### 旧メンバー
- パウリ・ランタサルミ Pauli Rantasalmi - ギター

## ディスコグラフィ

### オリジナル・アルバム
- Peep (1996年)
- Playboys (1997年)
- Hell of a tester (1998年)
- Into (2001年)
- デッド・レターズ - Dead Letters（2004年7月21日）
- ハイド・フロム・ザ・サン - Hide From The Sun（2005年9月14日）
- ブラック・ローゼス - Black Roses（2008年10月29日）
- ザ・ラスマス - The Rasmus（2012年4月18日）
- ダーク・マターズ - Dark Matters（2017年10月6日）
- ライズ - Rise（2022年9月23日）

### コンピレーション・アルバム
- Hell of a Collection (2001年)
- Best of The Rasmus 2001–2009 (2009年)

### シングル
- 1st  (1995年)
- 2nd (1996年)
- 3rd  (1996年)
- Kola  (1997年)
- Blue (1997年)
- Playboys (1997年)
- Ice (1998年)
- Liquid (1998年)
- Swimming With The Kids (1999年)
- F-F-F-Falling (2001年)
- Chill (2001年)
- Madness (2001年)
- Heartbreaker / Days (2002年)
- In The Shadows (2003年) (2004)
- In My Life (2003年)
- First Day Of My Life (2003年)
- Funeral Song (The Resurrection) (2004年)
- Guilty (2004年)
- No Fear (2005年)
- Sail Away (2005年)
- Shot (2006年)
- Livin' in a World Without You (2008年)
- Justify (2009年)
- October & April (2009年)
- I'm a Mess (2012年)
- Stranger (2012年)
- Mysteria (2012年)
- PARADISE（2017年）
- Bones（2021年）
- Venomous Moon（2021年）- フィンランドのメタルバンド『アポカリプティカ』とのコラボシングル[7]。
- Jezebel（2022年）

## 来日公演
2005年
- 1月31日 東京・LIQUID ROOM ebisu
- 2月1日 東京・LIQUID ROOM ebisu
- 2月2日 愛知・名古屋CLUB QUATTRO
- 2月3日 大阪・BIG CAT

2006年 THE RASMUS JAPAN TOUR 2006
- 3月1日 東京・duo MUSIC EXCHANGE
- 3月2日 愛知・名古屋CLUB QUATTRO
- 3月3日 大阪・心斎橋CLUB QUATTRO

2017年 The Rasmus "Dark Matters Tour"
- 11月29日 東京・TSUTAYA O-WEST
- 12月1日 大阪・心斎橋THE LIVE HOUSE soma